# Нивервил (Њујорк)
Нивервил (енгл. Niverville) насељено је место без административног статуса у америчкој савезној држави Њујорк.

## Демографија
По попису из 2010. године број становника је 1.662, што је 75 (-4,3%) становника мање него 2000. године.
| Група             | 2000.         | 2010.         |
| Белци             | 1.703 (98,0%) | 1.582 (95,2%) |
| Афроамериканци    | 9 (0,5%)      | 14 (0,8%)     |
| Азијати           | 4 (0,2%)      | 10 (0,6%)     |
| Хиспаноамериканци | 3 (0,2%)      | 34 (2,0%)     |
| Укупно            | 1.737         | 1.662         |